# Cilunculus hirsutus
Cilunculus hirsutus är en havsspindelart som beskrevs av Clark, W.C. 1963. Cilunculus hirsutus ingår i släktet Cilunculus och familjen Ammotheidae. Inga underarter finns listade i Catalogue of Life.